# Charles Trimble
Charles R. Trimble (* 20. August 1941 in Berkeley, Kalifornien) ist ein US-amerikanischer Unternehmer und Gründer von Trimble.

## Werdegang
Trimble erwarb 1964 einen Master in Elektrotechnik am California Institute of Technology und plante, die Harvard Business School in Cambridge anzuschließen. Er nahm einen Sommerjob bei HP an, wo er dann doch 14 Jahre blieb; zuerst an einen biomedizinischen Forschungsinstrument, das 1968 als HP 5480 Signal Averager auf den Markt kam. Trimble arbeitete als nächstes Projekt an einem Gerät für dynamische Echtzeit-Tests von integrierten Schaltkreisen; 1971 wurde ein Prototyp fertiggestellt, bis 1972 eine knappe Finanzsituation zum Projektabbruch führte.

## Trimble Navigation Inc.
Im November 1978 gründete er Trimble Navigation Inc. Er ging von HP mit der Feststellung:

„HP war in meinen 14 Jahren von einem Technologie-getriebenen über ein Marketing-getriebenen zu einem Ressourcen-zuweisenden Unternehmen geworden."“

Trimble hatte sich für ein abgebrochenes HP-Entwicklungsprojekt für Loran C-Navigationsgeräte interessiert und kaufte die Technologie nach mehrmonatigen Verhandlungen für 50.000 US-Dollar, die er durch Beleihung seines Hauses hatte. Er verließ HP mit zwei Ingenieuren aus dem Projekt und gründete mit ihnen Trimble Navigation. Bis 1982 verkauften sie für rund eine Million US-Dollar pro Jahr Loran-Geräte.
Das nächste Geschäftsfeld fand er ebenso im Ausschuss von HP, das die Entwicklung für Navigationsprodukte eingestellt hatte, die das aufkommende GPS verwendete und deren Fertigstellung bis 1987 geplant war. Trimble erwarb im Sommer 1982 die Rechte. Mit Hilfe des ursprünglichen HP Designteams entwarf er ein grundlegendes GPS-Diagramm, das er als seine bisher beste technische Arbeit ansieht. 1985 führte Trimble Navigation die GPS-Ortung für die Offshore-Öl-Vermessung ein und entwickelte einen GPS-Navigationssensor für die Luftfahrt.
Im Januar 1986, als nur sieben GPS-Satelliten im Orbit waren, explodierte die Raumfähre Challenger. GPS-Starts wurden ausgesetzt – eine Verzögerung von drei Jahren. Mit den sieben Satelliten konnte nur bis auf 25 Meter genau geortet werden, was für den Offshore-Einsatz ausreichend war. Trimble fand neue Kunden im US-Militär, das aber bis 1992 einen exklusiven Vertrag mit Rockwell Collins hatte. Trimble entwickelte ein GPS-Speicher für ferngesteuerte Fahrzeuge und Positionsfinder für die Infanterie und schuf einen kleinen robusten Sucher, der in der Hand getragen werden konnte. Das Militär bestellte 1000 Trimpacks  für 4000 US-Dollar, die im Mai 1990 geliefert wurden. Als Saddam Hussein im August 1990 in Kuwait einfiel, bestellte das US-Militär weitere 10000 Stück.
1998 verließ er Trimble Navigation Limited, um den Vorsitz des US GPS Industry Council zu übernehmen.

## Auszeichnungen
- 1991: Entrepreneur of the Year, INC Magazine[4]
- 1996: CEO des Jahres (elektrische Instrumente), Financial World Magazine
- 1991: Kershner Award des IEEE Position Location and Navigation Symposium
- 2000: American Electronic Association’s Medal of Achievement
- 2001: NASA Technology Medal
- 2002: Golden Gizmo award, San Jose Tech Museum[5]